# Hans Sturm
Hans Sturm (3. september 1935 – 24. juni 2007) var en tysk fodboldspiller (midtbane).
Han tilbragte hele sin klubkarriere hos 1. FC Köln. Her var han i både 1962 og 1964 med til at vinde det tyske mesterskab.
Sturm blev desuden noteret for tre kampe for det vesttyske landshold. Han deltog for sit land ved både VM i 1958 i Sverige og VM i 1962 i Chile. Ved begge turneringer var han på banen i én kamp.

## Titler
Bundesligaen
- 1962 og 1964 med 1. FC Köln